# Szent Mihály és Gábriel arkangyalok fatemplom (Tötör)
A Szent Mihály és Gábriel arkangyalok fatemplom műemlékké nyilvánított épület Romániában, Kolozs megyében. A romániai műemlékek jegyzékében a  CJ-II-m-B-07785 sorszámon szerepel.